# Franz de Voghel
Franz Marie Joseph Ghislain de Voghel (Sint-Jans-Molenbeek, 11 december 1903 - Halle, 20 september 1995) was een Belgisch minister, hoogleraar en bankier.

## Loopbaan
Franz de Voghel was de zoon van Alphonse de Voghel (1865-1940) en Marie-Henriette Nerinckx (1876-1930). Hij trouwde in 1930 met de arts Marie-Antoinette François (1906-1957) en ze hadden vijf kinderen.
De Voghel werd doctor in de rechten en doctor in de politieke en sociale wetenschappen aan de KUL. Hij was ook gediplomeerd van de École des sciences politiques de Paris en van de Columbia University New York. Hij werd hoogleraar aan de KU Leuven en tot in 1971 vicegouverneur van de Nationale Bank van België.
In de jaren dertig was de Voghel actief in studiegroepen die zich over de sociale problemen bogen. Tijdens de oorlog was hij actief in het Verzet.
Onmiddellijk na de oorlog betoonde hij sympathie voor de Union Démocratique Belge, de nieuwe partij die een progressistische en centrumlinkse koers wilde volgen. Hij kon dit uiteraard niet in het openbaar doen, gelet op zijn statuut van ambtenaar. Hij aanvaardde echter wel om als 'technicus' namens de nieuwe partij toe te treden tot de Belgische regering. Hij zou in drie opeenvolgende kortstondige regeringen zetelen als minister van financiën:
- in de regering A. Van Acker II, van 2 augustus 1945 tot 9 januari 1946
- in de regering P. H. Spaak, van 13 maart 1946 tot 19 maart 1946
- in de regering A. Van Acker III, van 31 maart 1946 tot 10 juli 1946.

Samen met Paul Willems stichtte hij in 1969 'Europalia' waarvan hij de voorzitter werd, zoals hij ook voorzitter was van het Paleis voor Schone Kunsten.
Hij was ook de stichtend voorzitter van de Koning Boudewijnstichting.
Franz de Voghel werd in 1975 in de erfelijke adelstand opgenomen met de (op de oudste afstammeling overdraagbare) titel van baron. Zijn wapenspreuk luidt: 'Des racines font des cîmes'.

## Publicaties
- La Banque Nationale de Belgique, in: Histoire des Finances publiques en Belgique - la période 1831-1950 - Tome III, 1955.
- Financiers d'autrefois: Jacques Coeur, Sully, Fouquet, Colbert, Law, Necker, Morny, M.-A. Rothschild et ses cinq fils, Duculot, Paris, 1988.